# Pseudoanthidium rotundiventre
Pseudoanthidium rotundiventre är en biart som först beskrevs av Pasteels 1987.  Pseudoanthidium rotundiventre ingår i släktet Pseudoanthidium och familjen buksamlarbin. Inga underarter finns listade i Catalogue of Life.